# Дисбаланс
Дисбала́нс — векторная величина, характеризующая неуравновешенность вращающихся частей машин (роторов, коленчатых валов, шкивов и тому подобное).
Неуравновешенность возникает при несовпадении оси вращения с главной осью инерции. Совмещение этих осей достигается балансировкой. Выделяют статическую и динамическую балансировки. Используется в различных вибраторах и вибромельницах.
Величина дисбаланса измеряется в г·см или в г·мм.